# Mario D'Antona
Mario D'Antona (Alessandria d'Egitto, 19 agosto 1911 – Milano, 23 dicembre 1977) è stato un illustratore italiano.

## Biografia
Nasce ad Alessandria d’Egitto dalla borghese Maria Landi e da Francesco D’Antona emigrato italiano. Ha una sorella Valentina, ed un fratello Ottavio, che muore in combattimento ad El Alamein. Studia ragioneria e si impiega in banca ma la passione è per disegno, pittura e musica (pianista e strumentista in un complesso per sala da ballo). Dal 1933 frequenta l’Accademia di Brera dove si diploma nel 1937, allievo di Aldo Carpi. Rientrato in Egitto, successivamente, il 18 maggio 1939, si imbarca ad Alessandria d’Egitto sulla motonave "El Nil" per trasferirsi definitivamente in Italia. Apre un atelier a Torino. Si sposa nel 1946 con Albina Patria da cui avrà i figli Ottavio ed Adelaide. A Torino, nel 1947 viene incaricato da Omar Salgari di illustrare l'edizione dei romanzi di avventure del padre per le edizioni Viglongo, lavora per la Gazzetta del Popolo e per le edizioni De Agostini. Nel 1953 si trasferisce a Milano per lavorare per l’editore Mondadori. Molto apprezzate le sue copertine della collana dei gialli Mondadori. Lavora anche per Panorama e per il settimanale femminile Grazia dove diverrà responsabile della grafica. Partecipa con dipinti e disegni a numerose mostre tra le quali la Mostra nazionale dei giornalisti pittori Sanremo 1957, la Mostra nazionale dei giornalisti pittori Napoli 1958 e la Mostra personale nella galleria la Cripta Milano 1975.